# Батрахокотус байкальський
Батрахокотус байкальський (Batrachocottus baicalensis) — вид морських риб, ендемічних для вододілу озера Байкал у Сибіру. Зазвичай він живе на кам'янистому дні, часто в місцях з губками, на глибині від 5 до 70 м, але може зустрічатися на глибині до 120 метрів. Він може досягати до 22 см у довжину, але більшість сягає 13–16 см. Харчується великою кількістю дрібних тварин, таких як молодь риби, личинки комах, бокоплави, молюски та олігохети. Розмноження відбувається навесні, коли самка відкладає від 618 до 1622 яєць, які охороняє самець.